# كادميوم
الكادميوم عنصر كيميائي رمزه Cd وعدده الذري 46؛ وينتمي إلى عناصر المستوى الفرعي d في الدورة الخامسة في الجدول الدوري، كما يقع في المرتبة الثانية ضمن عناصر المجموعة الثانية عشرة المعروفة أيضاً باسم مجموعة الزنك.
يوجد الكادميوم في شكله النقي على هيئة فلز طري ذي لون أبيض فضي. يشبه هذا العنصر كيميائياً عنصري الزنك والزئبق الموجودين معه في ذات المجموعة؛ إذ مثلما الزنك فإن الكادميوم يظهر حالة الأكسدة +2 بشكل سائد في في أغلب مركباته الكيميائية؛ كما أنه يشبه الزئبق بأن لديه أخفض نقطة انصهار للفلزات الانتقالية من عناصر المجموعة 3 إلى المجموعة 11. هناك اختلاف على تصنيف الكادميوم ومجانساته في مجموعة الزنك ضمن الفلزات الانتقالية، خاصة أنها لا تحوي على مدارات ذرية d أو f شاغرة في حالتها العنصرية الحرة أو في حالات أكسدتها الشائعة في مركباتها الكيميائية.
يبلغ التركيز الوسطي للكادميوم في القشرة الأرضية مقداراً يتراوح بين 0.1 و 0.5 جزءاً في المليون؛ وهو يوجد بكميات نزرة في معظم خامات الزنك، لذلك يستحصل عليه صناعياً ناتجاً ثانوياً أثناء تعدين الزنك. اكتشف العالم فريدريش شتروماير هذا العنصر في سنة 1817 على هيئة شائبة في عينة من كربونات الزنك؛ وأطلق عليه اسم كادميوم من الكلمة الإغريقية καδμία كادميا والتي تشير إلى معادن الكالامين الحاوية على خامات الزنك.
استخدم الكادميوم منذ أوائل القرن العشرين في إنتاج الفولاذ من أجل تحسين المقاومة تجاه التآكل؛ كما استخدمت مركبات الكادميوم الكيميائية الملونة خضباً من أجل تلوين الزجاج، بالإضافة إلى استخدامها مرسخات ومثبتات في إنتاج اللدائن. إلا أن الاستخدامات العملية للكادميوم تراجعت مع اكتشاف الخواص السامة له ولمركباته، فحلت مثلاً بطاريات نيكل-هيدريد الفلز وأيونات الليثيوم مكان بطاريات بطارية نيكل-كادميوم. بسبب خواصه الماصة للنيوترونات يستخدم الكادميوم مكوناً لقضبان التحكم في المفاعلات النووية.

## التاريخ وأصل التسمية

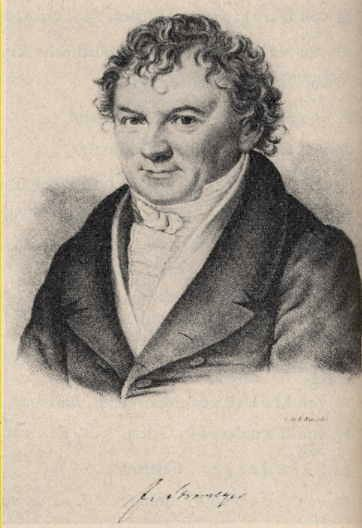
فريدريش شتروماير مكتشف عنصر الكادميوم

يعود الفضل في اكتشاف عنصر الكادميوم إلى العالم الألماني فريدريش شتروماير ، الذي اكتشفه في سنة 1817 أثناء اختباراته على عينات مشوبة من مركب كربونات الزنك اشتراها من صيدلية في ألمانيا. لاحظ شتروماير أن عينات كربونات الزنك المشوبة بالكادميوم تتلون عند تسخينها بشكل مغاير لما هي عليه العينات النقية من كربونات الزنك. ساهم العالم الألماني كارل زامويل هرمان  أيضاً في إجراء التجارب لتفسير سبب تلون أكسيد الزنك الناتج عن تفكك الكربونات المشوبة، وظن أولاً أن العينات مشوبة بالزرنيخ بسبب الراسب الأصفر المتشكل عند المعالجة بغاز كبريتيد الهيدروجين؛ إلا أن النتائج التي تمكن شتروماير من نشرها لاحقاً أكدت أن الشائبة هي بسبب عنصر جديد، وتمكن من عزل فلز الكادميوم بالتحميص  ثم بالاختزال بالكبريتيد.
تعود تسمية عنصر الكادميوم بهذا الاسم إلى الكلمة الإغريقية καδμία كادميا، والتي تشير إلى الكالامين ، وهو مزيج من المعادن الحاوية على خامات الزنك والتي قد تكون مشوبة بهذا العنصر. بدورها تشتق تسمية كادميا من اسم الشخصية الأسطورية قدموس . أورد بلينيوس الأكبر  في كتابه الموسوعي التاريخ الطبيعي  المكتوب سنة 77 بعد الميلاد عن وجود خام الكادميا (معدن الكالامين) في الأراضي الجرمانية . كان لفظ «كادميوم» مستخدماً في القرون الوسطى وذلك غالباً للإشارة إلى خامات الزنك الكربونية.
في أواسط القرن التاسع عشر بدأ استخدام خضاب أصفر الكادميوم، إلا أن ندرة الحصول على الكادميوم حالت دون انتشاره الواسع. في سنة 1907 عرّف الاتحاد الفلكي الدولي  وحدة الأنغستروم  اعتماداً على الخط الطيفي  الأحمر للكادميوم؛ واعتمد ذلك التعريف رسمياً في المؤتمر العام للأوزان والمقاييس  السابع الذي عقد في مدينة جنيف السويسرية؛ إلا أن تعريف المتر والأنغستروم تغيرا لاحقاً في سنة 1960 اعتماداً على عنصر الكريبتون. استخدم إنريكو فيرمي  الكادميوم في تصنيع قضبان التحكم  في أول مفاعل نووي صممه في سنة 1942 والذي أسماه شيكاغو بايل . بعد التوسع في الإنتاج الكبير من الكادميوم في ثلاثينيات وأربعينيات القرن العشرين أصبح الاستخدام الرئيسي للكادميوم في تغطية الحديد والفولاذ لمنع التآكل، ففي أواسط القرن العشرين كان ما يقارب 60% من الكادميوم المستخدم في الولايات المتحدة مستخدماً في عمليات الطلي؛ إلا أن تلك الاستخدامات المختلفة تراجعت بشكل كبير بسبب تحفظات صحية وبيئية سببتها سمية الكادميوم.

## الوفرة الطبيعية
الكادميوم عنصر نادر نسبياً (نزر) في الطبيعة، وتبلغ وفرته الطبيعية في القشرة الأرضية ما بين 0.1 و 0.5 جزءاً في المليون  وبذلك يقع هذا العنصر في المرتبة 65 بالنسبة لوفرة العناصر الكيميائية فيها؛ وهو بذلك أكثر ندرة من الزنك، والذي يبلغ تركيزه الوسطي في القشرة الأرضية ما يقارب 65 جزء في المليون.
لا توجد توضعات رسوبية كبيرة معروفة من الكادميوم؛ ويعد غرينوكيت  من أشهر المعادن الحاوية على الكادميوم، وهو يتركب كيميائياً من كبريتيد الكادميوم (CdS)، وتبلغ نسبة الكادميوم فيه 77.81%، وغالباً ما يرافق معدن سفاليريت ، وهو يتركب كيميائياً من كبريتيد الزنك (ZnS). يعود ذلك الترافق إلى التشابه الكيميائي الجيولوجي في خواص هذين المعدنين؛ بحيث لا من غير الممكن فصلهما عن بعضهما عن طريق العمليات الجيولوجية، لذلك يستحصل على الكادميوم غالباً على هيئة منتج ثانوي من عمليات استخراج الزنك. من المعادن الأخرى المعروفة والحاوية على الكادميوم أيضاً معدن أوتافيت  (CdCO3)، والذي تصل فيه نسبة الكادميوم 65.20%؛ هناك حوالي 30 معدناً معروفاً للكادميوم، ولكن أغلبها نادر جداً، منها معدن مونتبونيت  (CdO)، وهولييت  (CdS)، وكادموسيليت  (CdSe). من النادر جداً العثور على الكادميوم بشكله الفلزي الحر، وتوجد تقارير على العثور عليه في تلك الحالة في حوض نهر فيليوي  في سيبيريا.
لا تتجاوز التراكيز النمطية من الكادميوم في الأوساط الحيوية مقدار 5 نانوغرام/م3 في الغلاف الجوي؛ ومقدار 2 مغ/كغ في التربة؛ ومقدار 1 ميكروغرام/اللتر في الماء العذب؛ ومقدار 50 نانوغرام/اللتر في ماء البحر.

## الاستخراج والإنتاج
يستخرج الكادميوم ناتجاً ثانوياً على هيئة خامات مرافقة أثناء عمليات تعدين واستخراج الزنك بشكل رئيسي، وبشكل أقل أثناء عمليات تعدين واستخراج النحاس والرصاص. يمكن أن يستحصل على الكادميوم عبر طرائق ثانوية من عمليات تدوير خردة الحديد والفولاذ؛ كما يمكن استحصاله من إعادة تدوير بطاريات النيكل والكادميوم. قد تحوي بعض خامات الزنك الكبريتية على تراكيز مرتفعة من الكادميوم تصل إلى 1.4%. بدأ إنتاج الكادميوم في الولايات المتحدة في العقد الأول من القرن العشرين؛ لكنه لم يصبح إنتاجاً على قطاع واسع إلا بعد نهاية الحرب العالمية الأولى. في سبعينيات القرن العشرين بلغت حصيلة الكادميوم من خامات الزنك مقدار 2.9 كغ من كل طن.
يعتمد إنتاج الكادميوم على أسلوب استحصال الزنك؛ فوفق الأسلوب الجاف تخضع خامات الزنك الكبريتية لعملية تحميص بوجود الأكسجين، مما يؤدي إلى الحصول على الأكاسيد، والتي تخضع لاحقاً لعملية اختزال بالكربون من أجل الحصول على الفلزات العنصرية. ثم يفصل الكادميوم عن الزنك عبر عملية التقطير التفريغي . أما وفق الأسلوب الرطب فتختزل أيونات الكادميوم المذابة ببرادة الزنك، ثم يؤكسد الكادميوم مجدداً بالأكسجين ليستحصل على أكسيد الكادميوم، والذي يذاب في حمض الكبريتيك ثم يخضع المزيج لعملية تحليل كهربائي .
أصدرت هيئة المساحة الجيولوجية البريطانية  تقريراً أن الصين كانت في سنة 2001 الرائدة من حيث إنتاج الكادميوم بحصة بلغت سدس الإنتاج العالمي، تلتها كوريا الجنوبية واليابان. بلغ الإنتاج العالمي من الكادميوم في سنة 2020 مقدار 24 ألف طن.

تطور الإنتاج العالمي من الكادميوم
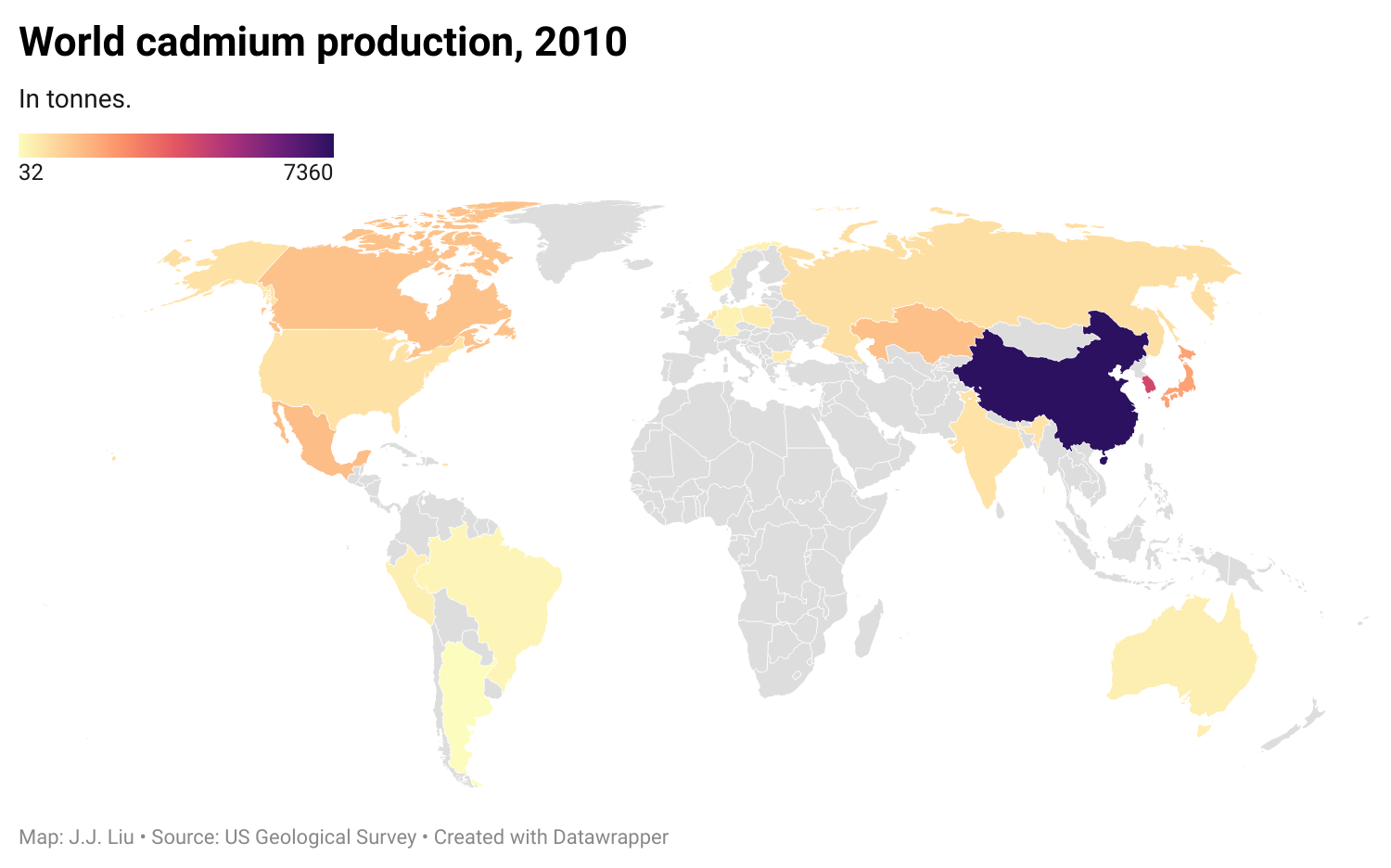
الإنتاج العالمي من الكادميوم في سنة 2010

## النظائر
بتكون الكادميوم طبيعياً من ثمانية نظائر، اثنان منهما مشعّان ، وهما كادميوم-113 113Cd، والذي يضمحل (اضمحلال بيتا ) بعمر نصف  مقداره 8.04×1015 سنة وكادميوم-116 116Cd، والذي يضمحل وفق اضمحلال بيتا المضاعف  ولديه عمر نصف مقداره 2.69×1019 سنة). يوجد ثلاثة نظائر للكادميوم والتي يظن أنها تضمحل ولكن لم يثبت ذلك بشكل قابل للقياس في ظروف مخبرية، وهي كادميوم-106 106Cd وكادميوم-108 108Cd وكادميوم-114 114Cd. أما بالنسبة للنظائر المستقرة فهي ثلاثة، وهي كادميوم-110 110Cd وكادميوم-111 111Cd وكادميوم-112 112Cd.
للكادميوم عدد من النظائر المشعة المصطنعة ، ومن بينها الأطول عمراً كل من كادميوم-109 109Cd بعمر نصف مقداره 461.3 يوم؛ وكادميوم-115 115Cd بعمر نصف مقداره 53.46 ساعة. أما النظائر المشعة المصطنعة المتبقية فلديها اعمار نصف أقل من 7 ساعات، وأغلبها ذات أعمار نصف أقل من 5 دقائق. للكادميوم 8 مصاوغات نووية شبه مستقرة ، أكثرها استقراراً 113mCd بعمر نصف 13.9 سنة، و115mCd بعمر نصف 44.6 يوم و117mCd بعمر نصف  = 3.44 ساعة.
تتراوح الكتل الذرية لنظائر الكادميوم بين 95-132 وحدة كتل ذرية؛ ويكون نمط الاضمحلال بالنسبة للنظائر الأخف من 112Cd على هيئة التقاط إلكترون  ويكون ناتج الاضمحلال  السائد من نظائر الفضة. أما نمط الاضمحلال بالنسبة للنظائر الأثقل فيكون على هيئة اضمحلال بيتا ويكون ناتج الاضمحلال السائد من نظائر الإنديوم. يتميز النظير كادميوم-113 113Cd بمقدرة كبيرة على التقاط النيوترونات  بانتقائية مرتفعة، خاصة عندما تكون طاقتها دون عتبة محددة تقدر 0.5 إلكترون فولت (eV)، (النيوترونات البطيئة)، أما فوقها فيعاد إصدارها (النيوترونات السريعة).